# Schulze-Methode
Die Schulze-Methode (nach Markus Schulze) ist ein Wahlverfahren aus der Familie der Vorzugswahlen, mit dem ein einzelner Sieger bestimmt wird. Es ist die derzeit verbreitetste Methode, um Wahlen durchzuführen, bei welchen der Wähler Kandidaten nach Rang ordnet.
Die Schulze-Methode ist eine Condorcet-Methode, d. h., dass sie einen Kandidaten, der im paarweisen Vergleich jeden anderen Kandidaten besiegen würde, als Sieger auswählt, sofern ein solcher existiert.
Markus Schulze hat die Methode 1997 entwickelt. Die ersten Veröffentlichungen datieren von 2003 und 2006. Verwendet wurde die Schulze-Methode erstmals 2003 (von Software in the Public Interest), 2003 (von Debian) und 2005 (von Gentoo Linux).

## Erklärung
Jeder Wähler erhält eine komplette Liste aller Kandidaten. Er reiht die Kandidaten, indem er ihnen Zahlen zuordnet. Eine kleine Zahl ist besser als eine größere, jedoch zählt nur die Reihenfolge. Kandidaten mit gleicher Zahl sind an gleicher Stelle gereiht. Kandidaten ohne Zahl sind gemeinsam an letzter Stelle – so als ob der Wähler ihnen jeweils die größtmögliche Zahl zugeschrieben hätte.

### Anzahl der Wähler
Die Anzahl der Wähler, die den Kandidaten {\displaystyle A} dem Kandidaten {\displaystyle B} vorziehen (d. h. die bei {\displaystyle A} eine kleinere Zahl als bei {\displaystyle B} vermerkt haben), wird durch {\displaystyle d[A,B]} ausgedrückt.
Der Wert von {\displaystyle d} wird aus den Stimmabgaben gezählt
- {\displaystyle d[A,B]} ist die Zahl der Wähler, die Kandidaten {\displaystyle A} besser als {\displaystyle B} finden.
- {\displaystyle d[B,A]} ist die Zahl der Wähler, die Kandidaten {\displaystyle B} besser als {\displaystyle A} finden.

Für diese Werte ist es unerheblich, ob noch andere Kandidaten existieren und ob diese besser oder schlechter als {\displaystyle A} und {\displaystyle B} oder zwischen beiden eingestuft werden.

### Definition
Die Schulze-Methode ist folgendermaßen definiert:
Ein Weg (englisch path) vom Kandidaten {\displaystyle X} zum Kandidaten {\displaystyle Y} der Stärke {\displaystyle z} ist eine Sequenz von Kandidaten {\displaystyle C_{1},\dots ,C_{n}} mit den folgenden Eigenschaften:
1. {\displaystyle C_{1}=X}, d. h. der Weg beginnt bei {\displaystyle X}.
2. {\displaystyle C_{n}=Y}, d. h. der Weg endet bei {\displaystyle Y}.
3. {\displaystyle \forall i<n.\ d[C_{i},C_{i+1}]>d[C_{i+1},C_{i}]}, d. h. jeder Kandidat auf dem Weg gewinnt den paarweisen Vergleich gegen den auf ihn folgenden Kandidaten.
4. {\displaystyle \forall i<n.\ d[C_{i},C_{i+1}]\geq z}, d. h. jeder Kandidat auf dem Weg wird gegenüber dem auf ihn folgenden Kandidaten von mindestens {\displaystyle z} Wählern bevorzugt.
5. {\displaystyle \exists i<n.\ d[C_{i},C_{i+1}]=z}, d. h. wenigstens einer dieser Vergleiche wird von (nur) genau {\displaystyle z} Wählern gestützt.

Hat ein Weg {\displaystyle C_{1},\dots ,C_{n}} die Stärke {\displaystyle z}, so werden die Bögen dieses Weges, für die {\displaystyle d[C_{i},C_{i+1}]=z} gilt, kritische Siege genannt. Bei ihnen handelt es sich um die schwächsten Siege auf dem Weg.
{\displaystyle p[A,B]}, die Stärke des stärksten Weges vom Kandidaten {\displaystyle A} zum Kandidaten {\displaystyle B}, ist der größte Wert, so dass es einen Weg dieser Stärke vom Kandidaten {\displaystyle A} zum Kandidaten {\displaystyle B} gibt. Falls es überhaupt keinen Weg von {\displaystyle A} nach {\displaystyle B} gibt, wird {\displaystyle p[A,B]=0} gesetzt.
Kandidat {\displaystyle A} ist besser als Kandidat {\displaystyle B} genau dann, wenn {\displaystyle p[A,B]>p[B,A]} ist.
Kandidat {\displaystyle A} ist ein potentieller Sieger genau dann, wenn {\displaystyle p[A,B]\geq p[B,A]} ist für jeden anderen Kandidaten {\displaystyle B}.
Es lässt sich zeigen, dass die besser-Relation transitiv ist. Es existiert somit stets mindestens ein potentieller Sieger.

### Beispiel 1
| 1 | {\displaystyle A} | {\displaystyle A} | {\displaystyle B} | {\displaystyle C} | {\displaystyle C} | {\displaystyle C} | {\displaystyle D} | {\displaystyle E} |
| 2 | {\displaystyle C} | {\displaystyle D} | {\displaystyle E} | {\displaystyle A} | {\displaystyle A} | {\displaystyle B} | {\displaystyle C} | {\displaystyle B} |
| 3 | {\displaystyle B} | {\displaystyle E} | {\displaystyle D} | {\displaystyle B} | {\displaystyle E} | {\displaystyle A} | {\displaystyle E} | {\displaystyle A} |
| 4 | {\displaystyle E} | {\displaystyle C} | {\displaystyle A} | {\displaystyle E} | {\displaystyle B} | {\displaystyle D} | {\displaystyle B} | {\displaystyle D} |
| 5 | {\displaystyle D} | {\displaystyle B} | {\displaystyle C} | {\displaystyle D} | {\displaystyle D} | {\displaystyle E} | {\displaystyle A} | {\displaystyle C} |
|   | {\displaystyle 5} | {\displaystyle 5} | {\displaystyle 8} | {\displaystyle 3} | {\displaystyle 7} | {\displaystyle 2} | {\displaystyle 7} | {\displaystyle 8} |

#### Paarweise Matrix
Tabelle, die jeden Kandidaten mit jedem anderen vergleicht. Die rot markierten Felder werden weiter benutzt. Z. B. wurde Kandidat {\displaystyle B} von {\displaystyle 25} Stimmen gegenüber {\displaystyle A} bevorzugt.
|                            | {\displaystyle d[\ast ,A]} | {\displaystyle d[\ast ,B]} | {\displaystyle d[\ast ,C]} | {\displaystyle d[\ast ,D]} | {\displaystyle d[\ast ,E]} |
| {\displaystyle d[A,\ast ]} |                            | 20                         | 26                         | 30                         | 22                         |
| {\displaystyle d[B,\ast ]} | 25                         |                            | 16                         | 33                         | 18                         |
| {\displaystyle d[C,\ast ]} | 19                         | 29                         |                            | 17                         | 24                         |
| {\displaystyle d[D,\ast ]} | 15                         | 12                         | 28                         |                            | 14                         |
| {\displaystyle d[E,\ast ]} | 23                         | 27                         | 21                         | 31                         |                            |

#### Paarweiser Graph
Graph mit gewichteten Pfeilen aus der Tabelle von oben. Man sieht den Pfeil von Kandidat {\displaystyle B} zu Kandidat {\displaystyle A} mit dem Gewicht von {\displaystyle 25} aus der obigen Tabelle.

#### Die stärksten Wege
Von den Verbindungen zwischen Kandidaten wird diejenige gesucht, bei der das schwächste Glied am stärksten ist. Bildlich gesprochen wird die stärkste Kette gesucht. Wie kommt man von {\displaystyle A} nach {\displaystyle B}?
- Bei {\displaystyle A} über {\displaystyle C} nach {\displaystyle B} ist das schwächste Glied von {\displaystyle A} nach {\displaystyle C} mit {\displaystyle 26}.
- Bei {\displaystyle A} über {\displaystyle D} und {\displaystyle C} nach {\displaystyle B} ist das schwächste Glied {\displaystyle D} nach {\displaystyle C} mit {\displaystyle 28}. Diese Kette ist stärker und {\displaystyle 28} wird nachfolgend verwendet.

Man kann sich den Vorgang beispielsweise aus Sicht eines Transportunternehmens vorstellen, das möglichst viele Pakete auf einmal von einer Stadt in die andere transportieren möchte (egal wie lang der Weg ist). Ohne Zwischenlager kann natürlich nur so viel transportiert werden wie das Fassungsvermögen des kleinsten Transportmittels, das am Weg verwendet wird: Wenn die Pakete zuerst per Fähre, dann per Lastwagen und zuletzt per Güterzug transportiert werden, dann ist wahrscheinlich der Lastwagen am kleinsten. Im Vergleich zu einer anderen Route (die z. B. einen Pickup-Truck enthält) ist der Lastwagen damit das schwächste Glied der stärksten Kette.
Oft wird dieses schwächste Glied der stärksten Kette auch kritischer Sieg genannt. Die kritischen Siege der stärksten Wege sind unterstrichen.
|                         | … nach {\displaystyle A} | … nach {\displaystyle B} | … nach {\displaystyle C}                                                                           | … nach {\displaystyle D}                                                                           | … nach {\displaystyle E} |
| von {\displaystyle A} … | | {\displaystyle A{\overset {30}{\longrightarrow }}D{\overset {\underline {28}}{\longrightarrow }}C{\overset {29}{\longrightarrow }}B} | {\displaystyle A{\overset {30}{\longrightarrow }}D{\overset {\underline {28}}{\longrightarrow }}C} | {\displaystyle A{\overset {\underline {30}}{\longrightarrow }}D}                                   | {\displaystyle A{\overset {30}{\longrightarrow }}D{\overset {28}{\longrightarrow }}C{\overset {\underline {24}}{\longrightarrow }}E} |
| von {\displaystyle B} … | {\displaystyle B{\overset {\underline {25}}{\longrightarrow }}A} | | {\displaystyle B{\overset {33}{\longrightarrow }}D{\overset {\underline {28}}{\longrightarrow }}C} | {\displaystyle B{\overset {\underline {33}}{\longrightarrow }}D}                                   | {\displaystyle B{\overset {33}{\longrightarrow }}D{\overset {28}{\longrightarrow }}C{\overset {\underline {24}}{\longrightarrow }}E} |
| von {\displaystyle C} … | {\displaystyle C{\overset {29}{\longrightarrow }}B{\overset {\underline {25}}{\longrightarrow }}A}                                                                     | {\displaystyle C{\overset {\underline {29}}{\longrightarrow }}B}                                                                     | | {\displaystyle C{\overset {\underline {29}}{\longrightarrow }}B{\overset {33}{\longrightarrow }}D} | {\displaystyle C{\overset {\underline {24}}{\longrightarrow }}E}                                                                     |
| von {\displaystyle D} … | {\displaystyle D{\overset {28}{\longrightarrow }}C{\overset {29}{\longrightarrow }}B{\overset {\underline {25}}{\longrightarrow }}A}                                   | {\displaystyle D{\overset {\underline {28}}{\longrightarrow }}C{\overset {29}{\longrightarrow }}B}                                   | {\displaystyle D{\overset {\underline {28}}{\longrightarrow }}C}                                   | | {\displaystyle D{\overset {28}{\longrightarrow }}C{\overset {\underline {24}}{\longrightarrow }}E}                                   |
| von {\displaystyle E} … | {\displaystyle E{\overset {31}{\longrightarrow }}D{\overset {28}{\longrightarrow }}C{\overset {29}{\longrightarrow }}B{\overset {\underline {25}}{\longrightarrow }}A} | {\displaystyle E{\overset {31}{\longrightarrow }}D{\overset {\underline {28}}{\longrightarrow }}C{\overset {29}{\longrightarrow }}B} | {\displaystyle E{\overset {31}{\longrightarrow }}D{\overset {\underline {28}}{\longrightarrow }}C} | {\displaystyle E{\overset {\underline {31}}{\longrightarrow }}D}                                   | |

#### Die Stärken der stärksten Wege
Das schwächste Glied der stärksten Verbindung, wie oben gefunden, wird in eine Tabelle eingetragen. Dann wird wieder paarweise verglichen, wer wen schlägt, in der Tabelle unten wieder rot markiert.
|                            | {\displaystyle p[\ast ,A]} | {\displaystyle p[\ast ,B]} | {\displaystyle p[\ast ,C]} | {\displaystyle p[\ast ,D]} | {\displaystyle p[\ast ,E]} |
| {\displaystyle p[A,\ast ]} |                            | 28                         | 28                         | 30                         | 24                         |
| {\displaystyle p[B,\ast ]} | 25                         |                            | 28                         | 33                         | 24                         |
| {\displaystyle p[C,\ast ]} | 25                         | 29                         |                            | 29                         | 24                         |
| {\displaystyle p[D,\ast ]} | 25                         | 28                         | 28                         |                            | 24                         |
| {\displaystyle p[E,\ast ]} | 25                         | 28                         | 28                         | 31                         |                            |

#### Ergebnis
Sieger nach der Schulze-Methode ist Kandidat {\displaystyle E}, da {\displaystyle p[E,X]\geq p[X,E]} ist für jeden anderen Kandidaten {\displaystyle X}.
- Wegen {\displaystyle 25=p[E,A]>p[A,E]=24} ist Kandidat {\displaystyle E} besser als Kandidat {\displaystyle A}.
- Wegen {\displaystyle 28=p[E,B]>p[B,E]=24} ist Kandidat {\displaystyle E} besser als Kandidat {\displaystyle B}.
- Wegen {\displaystyle 28=p[E,C]>p[C,E]=24} ist Kandidat {\displaystyle E} besser als Kandidat {\displaystyle C}.
- Wegen {\displaystyle 31=p[E,D]>p[D,E]=24} ist Kandidat {\displaystyle E} besser als Kandidat {\displaystyle D}.
- Wegen {\displaystyle 28=p[A,B]>p[B,A]=25} ist Kandidat {\displaystyle A} besser als Kandidat {\displaystyle B}.
- Wegen {\displaystyle 28=p[A,C]>p[C,A]=25} ist Kandidat {\displaystyle A} besser als Kandidat {\displaystyle C}.
- Wegen {\displaystyle 30=p[A,D]>p[D,A]=25} ist Kandidat {\displaystyle A} besser als Kandidat {\displaystyle D}.
- Wegen {\displaystyle 29=p[C,B]>p[B,C]=28} ist Kandidat {\displaystyle C} besser als Kandidat {\displaystyle B}.
- Wegen {\displaystyle 29=p[C,D]>p[D,C]=28} ist Kandidat {\displaystyle C} besser als Kandidat {\displaystyle D}.
- Wegen {\displaystyle 33=p[B,D]>p[D,B]=28} ist Kandidat {\displaystyle B} besser als Kandidat {\displaystyle D}.

Das Schulze-Ranking ist somit {\displaystyle E>A>C>B>D}.

### Beispiel 2
| 1 | {\displaystyle A} | {\displaystyle D} | {\displaystyle D} | {\displaystyle C} |
| 2 | {\displaystyle B} | {\displaystyle A} | {\displaystyle B} | {\displaystyle B} |
| 3 | {\displaystyle C} | {\displaystyle B} | {\displaystyle C} | {\displaystyle D} |
| 4 | {\displaystyle D} | {\displaystyle C} | {\displaystyle A} | {\displaystyle A} |
|   | {\displaystyle 3} | {\displaystyle 2} | {\displaystyle 2} | {\displaystyle 2} |

#### Paarweise Matrix
|                            | {\displaystyle d[\ast ,A]} | {\displaystyle d[\ast ,B]} | {\displaystyle d[\ast ,C]} | {\displaystyle d[\ast ,D]} |
| {\displaystyle d[A,\ast ]} |                            | 5                          | 5                          | 3                          |
| {\displaystyle d[B,\ast ]} | 4                          |                            | 7                          | 5                          |
| {\displaystyle d[C,\ast ]} | 4                          | 2                          |                            | 5                          |
| {\displaystyle d[D,\ast ]} | 6                          | 4                          | 4                          |                            |

#### Die stärksten Wege
Die kritischen Siege der stärksten Wege sind unterstrichen.
|                         | … nach {\displaystyle A}                                                                         | … nach {\displaystyle B} | … nach {\displaystyle C}                                                                         | … nach {\displaystyle D}                                                                                      |
| von {\displaystyle A} … |                                                                                                  | {\displaystyle A{\overset {\underline {5}}{\longrightarrow }}B}                                                                                | {\displaystyle A{\overset {\underline {5}}{\longrightarrow }}C}                                  | {\displaystyle A{\overset {\underline {5}}{\longrightarrow }}B{\overset {\underline {5}}{\longrightarrow }}D} |
| von {\displaystyle B} … | {\displaystyle B{\overset {\underline {5}}{\longrightarrow }}D{\overset {6}{\longrightarrow }}A} | | {\displaystyle B{\overset {\underline {7}}{\longrightarrow }}C}                                  | {\displaystyle B{\overset {\underline {5}}{\longrightarrow }}D}                                               |
| von {\displaystyle C} … | {\displaystyle C{\overset {\underline {5}}{\longrightarrow }}D{\overset {6}{\longrightarrow }}A} | {\displaystyle C{\overset {\underline {5}}{\longrightarrow }}D{\overset {6}{\longrightarrow }}A{\overset {\underline {5}}{\longrightarrow }}B} |                                                                                                  | {\displaystyle C{\overset {\underline {5}}{\longrightarrow }}D}                                               |
| von {\displaystyle D} … | {\displaystyle D{\overset {\underline {6}}{\longrightarrow }}A}                                  | {\displaystyle D{\overset {6}{\longrightarrow }}A{\overset {\underline {5}}{\longrightarrow }}B}                                               | {\displaystyle D{\overset {6}{\longrightarrow }}A{\overset {\underline {5}}{\longrightarrow }}C} | |

#### Die Stärken der stärksten Wege
Das schwächste Glied der stärksten Verbindung wie oben gefunden, wird in eine Tabelle eingetragen. Dann wird wieder paarweise verglichen, wer wen schlägt, in der Tabelle unten wieder rot markiert. Violett markiert ist jeder Gleichstand.
|                            | {\displaystyle p[\ast ,A]} | {\displaystyle p[\ast ,B]} | {\displaystyle p[\ast ,C]} | {\displaystyle p[\ast ,D]} |
| {\displaystyle p[A,\ast ]} |                            | 5                          | 5                          | 5                          |
| {\displaystyle p[B,\ast ]} | 5                          |                            | 7                          | 5                          |
| {\displaystyle p[C,\ast ]} | 5                          | 5                          |                            | 5                          |
| {\displaystyle p[D,\ast ]} | 6                          | 5                          | 5                          |                            |

#### Ergebnis
Potentielle Sieger nach der Schulze-Methode sind somit Kandidat {\displaystyle B} und Kandidat {\displaystyle D}, da
{\displaystyle p[B,X]\geq p[X,B]} ist für jeden anderen Kandidaten {\displaystyle X} und
{\displaystyle p[D,Y]\geq p[Y,D]} ist für jeden anderen Kandidaten {\displaystyle Y}.
Wegen {\displaystyle 7=p[B,C]>p[C,B]=5} ist Kandidat {\displaystyle B} besser als Kandidat {\displaystyle C}.
Wegen {\displaystyle 6=p[D,A]>p[A,D]=5} ist Kandidat {\displaystyle D} besser als Kandidat {\displaystyle A}.
Mögliche Schulze-Rankings sind somit
- {\displaystyle B>C>D>A},
- {\displaystyle B>D>A>C},
- {\displaystyle B>D>C>A},
- {\displaystyle D>A>B>C},
- {\displaystyle D>B>A>C} und
- {\displaystyle D>B>C>A}.

## Implementierung
Sei C die Anzahl der Kandidaten. Dann lassen sich die Stärken der stärksten Wege mit Hilfe des Algorithmus von Floyd und Warshall berechnen.
Input: d[i,j] ist die Anzahl der Wähler, die den Kandidaten i dem Kandidaten j strikt vorziehen.
Output: p[i,j] ist die Stärke des stärksten Weges vom Kandidaten i zum Kandidaten j.

### Beispiel einer Implementierung in Pascal
```
for
 
i
 
:=
 
1
 
to
 
C
 
do

begin

   
for
 
j
 
:=
 
1
 
to
 
C
 
do

   
begin

      
if
 
(
 
i
 
<>
 
j
 
)
 
then

      
begin

         
if
 
(
 
d
[
i
,
j
]
 
>
 
d
[
j
,
i
]
 
)
 
then

         
begin

            
p
[
i
,
j
]
 
:=
 
d
[
i
,
j
]

         
end

         
else

         
begin

            
p
[
i
,
j
]
 
:=
 
0

         
end

      
end

   
end

end

for
 
i
 
:=
 
1
 
to
 
C
 
do

begin

   
for
 
j
 
:=
 
1
 
to
 
C
 
do

   
begin

      
if
 
(
 
i
 
<>
 
j
 
)
 
then

      
begin

         
for
 
k
 
:=
 
1
 
to
 
C
 
do

         
begin

            
if
 
(
 
i
 
<>
 
k
 
)
 
then

            
begin

               
if
 
(
 
j
 
<>
 
k
 
)
 
then

               
begin

                  
p
[
j
,
k
]
 
:=
 
max
 
(
 
p
[
j
,
k
]
,
 
min
 
(
 
p
[
j
,
i
]
,
 
p
[
i
,
k
]
 
)
 
)

               
end

            
end

         
end

      
end

   
end

end

```

## Heuristiken und Eigenschaften
Spezielle Heuristiken der Schulze-Methode sind auch bekannt unter den Namen Beatpath, Beatpaths, Beatpath Method, Beatpath Winner, Path Voting, Path Winner, Schwartz Sequential Dropping (SSD) und Cloneproof Schwartz Sequential Dropping (CSSD).
Die Schulze-Methode erfüllt die folgenden Kriterien (Zur Erläuterung der wichtigsten Kriterien siehe Abschnitt Qualitätskriterien im Artikel Sozialwahltheorie):
1. Majority criterion
2. Mutual majority criterion
3. Monotonicity criterion (auch bezeichnet als non-negative responsiveness, mono-raise)
4. Pareto criterion
5. Condorcet-Kriterium
6. Condorcet-Verlierer-Kriterium
7. Smith criterion (auch bezeichnet als Generalized Condorcet criterion)
8. Local independence from irrelevant alternatives
9. Schwartz-Kriterium
10. Strategy-Free criterion
11. Generalized Strategy-Free criterion
12. Strong Defensive Strategy criterion
13. Weak Defensive Strategy criterion
14. Summability criterion
15. Independence of clones
16. nicht-diktatorisch
17. Universalität
18. Woodall’s plurality criterion
19. Woodall’s CDTT criterion
20. Minimal Defense criterion
21. Resolvability
22. Reversal symmetry
23. mono-append
24. mono-add-plump

Die Schulze-Methode verletzt
1. das Konsistenzkriterium,
2. das Partizipationskriterium,
3. die Unabhängigkeit von irrelevanten Alternativen
4. sowie das Favorite-betrayal-Kriterium.

## Anwendungen

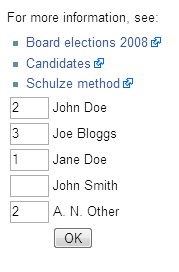
Muster für die elektronischen Stimmzettel für die Wahlen zum Kuratorium der Wikimedia Foundation

Die Schulze-Methode wird derzeit nicht in staatlichen Wahlen angewandt. Sie findet jedoch mehr und mehr Anwendung in Privatorganisationen. Sie ist u. a. in folgenden Organisationen benutzt worden:
- Wikimedia Foundation[6]
- Piratenpartei Deutschland[7]
- Piratenpartei Schweden[8]
- Piratenpartei Österreichs[9]
- Debian[10]
- Ubuntu[11]
- Software in the Public Interest[12]
- Gentoo Foundation
- Sender Policy Framework[13]
- Free Software Foundation Europe (FSFE)[14]
- KDE[15]
- Kingman Hall[16]
- TopCoder
- GNU Privacy Guard[17]
- Golden Geek Award[18]
- Studierendenrat der Albert-Ludwigs-Universität Freiburg[19]
- Berufsverband der Kinder- und Jugendärzte[20]
- Club der Ehemaligen der Deutschen SchülerAkademien e. V.[21]